# Yellow Bird
Yellow Bird är ett skandinaviskt film- och tv-produktionsbolag med filmer som Stieg Larssons Millennium-trilogi, Jo Nesbøs Headhunters från 2011 och Liza Marklunds Annika Bengtzonserie. 
Yellow Bird ingår i Zodiak Media Group.
Yellow Bird bildades 2003 när danska producenten Ole Søndberg och svenska författaren Henning Mankell påbörjade ett samarbete kring produktionen av en serie filmer baserade på Mankells berömda detektiv Kurt Wallander. 
Efter framgången med de första Wallander-filmerna följde sedan en rad uppmärksammade produktioner, där bland Stieg Larssons världsomspännande Millennium Trilogi, Jo Nesbø’s Huvudjägarna, Liza Marklunds Annika Bengtzon-serie samt den brittiska versionen av Wallander med Kenneth Branagh i huvudrollen.